# Starkenbühel
Starkenbühel ist eine Ortslage im Südöstlichen Mittelgebirge unweit von Innsbruck in Tirol und gehört zur Gemeinde Sistrans im Bezirk Innsbruck-Land. Einige Häuser heißen Fagslung und gehören zur Gemeinde Aldrans.

## Geographie
Starkenbühel befindet sich südöstlich von Innsbruck, 1 Kilometer östlich des Dorfs Sistrans gegen Rinn hin an der Rinner Straße (Mittelgebirgsstraße, L 9), südlich der Einmündung der Aldranser Straße (L 32). Es liegt auf um die 920 m ü. A. Höhe am Fuß des Patscherkofels.
Die Ortslage umfasst etwa 90 Gebäude, die Adressen Starkenbühel (2015: 26), Am Starkenbühel (2015: 17), Starkenweg (2015: 45). Weitere etwa 20 Häuser (2015: 17) am Nordostrand liegen jenseits der Gemeindegrenze, haben die Adressen Fagslung und bilden einen Ortsteil von Aldrans.
Durch Fagslung rinnt der Herztalbach Richtung Ampass.
| Herzsee (Gem. Aldrans) |                                             |                      |
| Sistrans               | Kompassrose, die auf Nachbargemeinden zeigt | Asten (Gem. Aldrans) |
|                        |                                             |                      |

## Geschichte und Sehenswürdigkeiten
1776 fand die Lehensaufteilung am Starkenbühel statt.
Urhof ist das Gehöft Starkenhof (Starkenweg 2). Er ist schon in der Josephinischen (1.) Landesaufnahme (1801/05) verzeichnet. Der heutige Bau stammt als Anlage noch aus dem 17. Jahrhundert.
Der nahe Hackenhof (Rinner Straße 3) westlich, etwa ebenso alt, ist heute schon mit dem Ort Sistrans verwachsen.
An der Straße von Aldrans nach Rinn lag der ehemalige Gasthof Hubertus (Fagslung 1).
In jüngeren Jahren entstand hier eine größere Siedlung, die Gegend ist Innsbrucker Wohn- und Freizeitgebiet (Naherholungsraum). Dafür wurden die Straßen jüngst ausgebaut, mit Kreisverkehr (Bausumme gesamt 585.000 €).
Von Faglsung/Starkenbühel führt der Wanderweg auf die Aldranser Alm (1511 m) zwischen Patscherkofel und Glungezer.

## Nachweise
- 70353 – Sistrans. Gemeindedaten der Statistik Austria
- 70302 – Aldrans. Gemeindedaten der Statistik Austria

1. 1 2  TIRIS Adresssuche, Stand 25. Februar 2015.
2. ↑  Sistrans. In: Geschichte Tirol: Ortsgeschichte.
3. ↑  Erste (Josephinische) Landesaufnahme 1801/1805. Layer in TIRIS: Historische Kartenwerke Tirol; dort aber als Harkenhof, die 2. Landesaufnahme  1816/1821 gibt den Namen dann korrekt.
4. ↑  Einhof, quergeteilt, Mittelflurgrundriss, Starkenhof. In: Tiroler Kunstkataster. Abgerufen am 15. November 2015.
5. ↑  Wohngebäude eines Paarhofes, Mittelflurgrundriss, Hack. In: Tiroler Kunstkataster. Abgerufen am 15. November 2015.
6. ↑  Ausbau Landesstraße L9. In: Die Brücke, Gemeindezeitung, April 2013, S. 11 (pdf, sistrans.at).
7. ↑  Steigübersicht Aldrans Fagslung, (Memento des Originals vom 9. Juli 2017 im Internet Archive)  Info: Der Archivlink wurde automatisch eingesetzt und noch nicht geprüft. Bitte prüfe Original- und Archivlink gemäß Anleitung und entferne dann diesen Hinweis. Plan, Verkehrsverbund Tirol. o. D. (pdf, vvt.at); mit den Buslinien.
8. ↑  Aldranser Alm (1511m). ORT Tirol Tourentipps, abgerufen am 26. Februar 2015.